# Miya Shūji

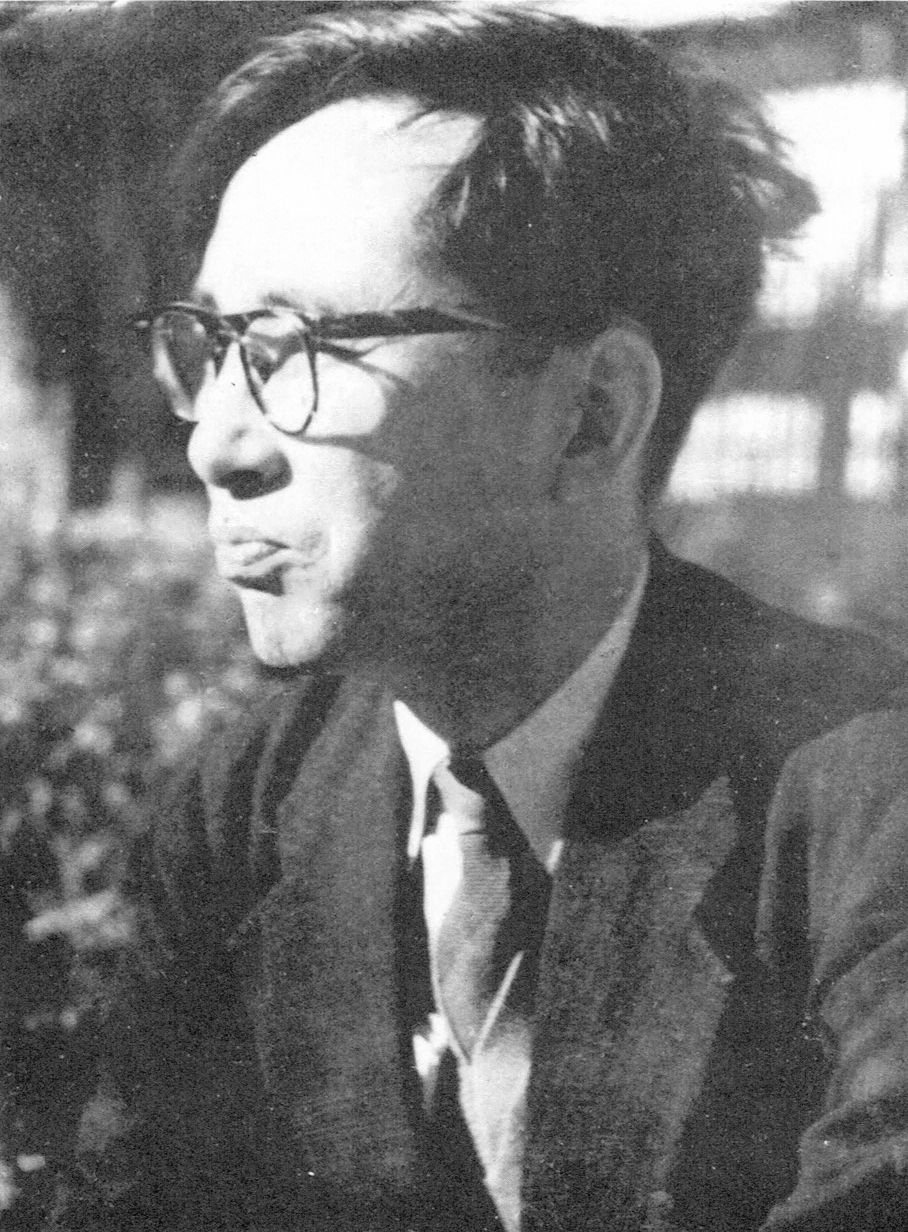
Miya Shūji

Miya Shūji (jap. 宮 柊二; * 23. August 1912; † 11. Dezember 1986) war ein japanischer Lyriker.
Miya musste nach dem Besuch der Mittelschule für den Unterhalt seiner Familie aufkommen, da sein Vater mit einem Buchhandel bankrottgegangen war. Zeitweise arbeitete er als Sekretär des Dichters Kitahara Hakushū, der ihn förderte. Durch seinen Kriegseinsatz im Zweiten Weltkrieg in China wurde seine Gesundheit ruiniert, so dass er sich 1960 von beruflicher Tätigkeit zurückzog, um sich ganz dem Schreiben zu widmen. Miya gehört neben Kondo Yoshimi zu den bekannten Tanka-Dichtern der Zeit nach dem Zweiten Weltkrieg. Die Gesamtausgabe seines dichterischen Werks wurde 1957 mit dem Mainichi-Kulturpreis ausgezeichnet.